# Teglgård Sø
Teglgård Sø eller Teglgårdssøen er en sø i Hillerød by og tilhører Hillerød Kommune. Den har en tilnærmet trekantet form og er på den ene side omkranset af vej, på den anden side er der skov og ved den sidste side endnu en vej samt Frederiksborg Gymnasium og HF. 
Søen er kunstigt etableret ved inddæmning og udgravning, og der tilføres vand til den fra de øvrige kunstige søer i Store Dyrehave. Afløb fra søen føres i den rørlagte å Teglværksåen under Hillerød til slotssøen ved Frederiksborg Slot og derfra videre gennem Pøleå til Arresø og Roskilde Fjord.
Om sommeren dækker åkander store dele af søen. Der er udsat karper i søen, og den er desuden kendt for sin bestand af gedder og fredfisk. 
I regionplan 2005 fra HUR er der stillet krav om en sommersigt-dybde på mindst 1 meter i gennemsnit og en fosfor-koncentration på ikke over 65 mikrogram pr. liter som gennemsnit over hele året. I 2005 opfyldte søen ikke dette krav.

## Ekstern henvisning
- Frederiksborg Amt om Teglgård Sø Arkiveret 11. marts 2007 hos  Wayback Machine
- Luftfoto af søen Arkiveret 11. marts 2007 hos  Wayback Machine

55°55′25″N 12°18′50″Ø / 55.92361°N 12.31389°Ø